# Matteuccijeva medalja
Matteuccijeva medalja je nagrada za izjemne prispevke k napredku znanosti. Ustanovili so jo leta 1866. Z njo nagrajujejo izjemne dosežke in odkritja italijanskih in tujih fizikov. S kraljevim dekretom 10. julija 1870 je Italijansko združenje znanosti (Societé Italiana delle Scienze) dobilo dovoljenje sprejeti donacijo fizika, nevrofiziologa in senatorja Carla Matteuccija, s katero so ustanovili sklad.